# Agapanthia altaica
Agapanthia altaica là một loài bọ cánh cứng trong họ Cerambycidae.